# ولکی شنو
ولکی شنو (به چکی: Velký Šenov) یک منطقهٔ مسکونی و در جمهوری چک واقع شده‌است.

## خصوصیات
ولکی شنو ۱۹٫۸۲ کیلومترمربع مساحت و ۱٬۹۵۷ نفر جمعیت دارد و ۳۵۷ متر بالاتر از سطح دریا واقع شده‌است.